# Villabrágima
Villabrágima ist ein nordspanisches Dorf und Hauptort einer Gemeinde (municipio) mit 1.048 Einwohnern (Stand: 2024) in der Provinz Valladolid in der Autonomen Gemeinschaft Kastilien-León. 

## Lage und Klima
Villabrágima liegt in der Region Tierra de Campos auf der kastilischen Hochebene in einer Höhe von ca. 725 m am Río Sequillo. Die Provinzhauptstadt Valladolid befindet sich mit ihrem Stadtzentrum etwa 40 Kilometer (Fahrtstrecke) südöstlich. 
Das Klima im Winter ist durchaus kalt, im Sommer dagegen warm bis heiß; die eher spärlichen Regenfälle (ca. 517 mm/Jahr) fallen überwiegend im Winterhalbjahr.

## Bevölkerungsentwicklung
| Jahr      | 1970 | 1981 | 1991 | 2001 | 2011 | 2021 |
| Einwohner | 1515 | 1311 | 1293 | 1203 | 1107 | 1044 |

## Sehenswürdigkeiten
- Ortsbefestigung
- Marienkirche
- Genesiuskirche

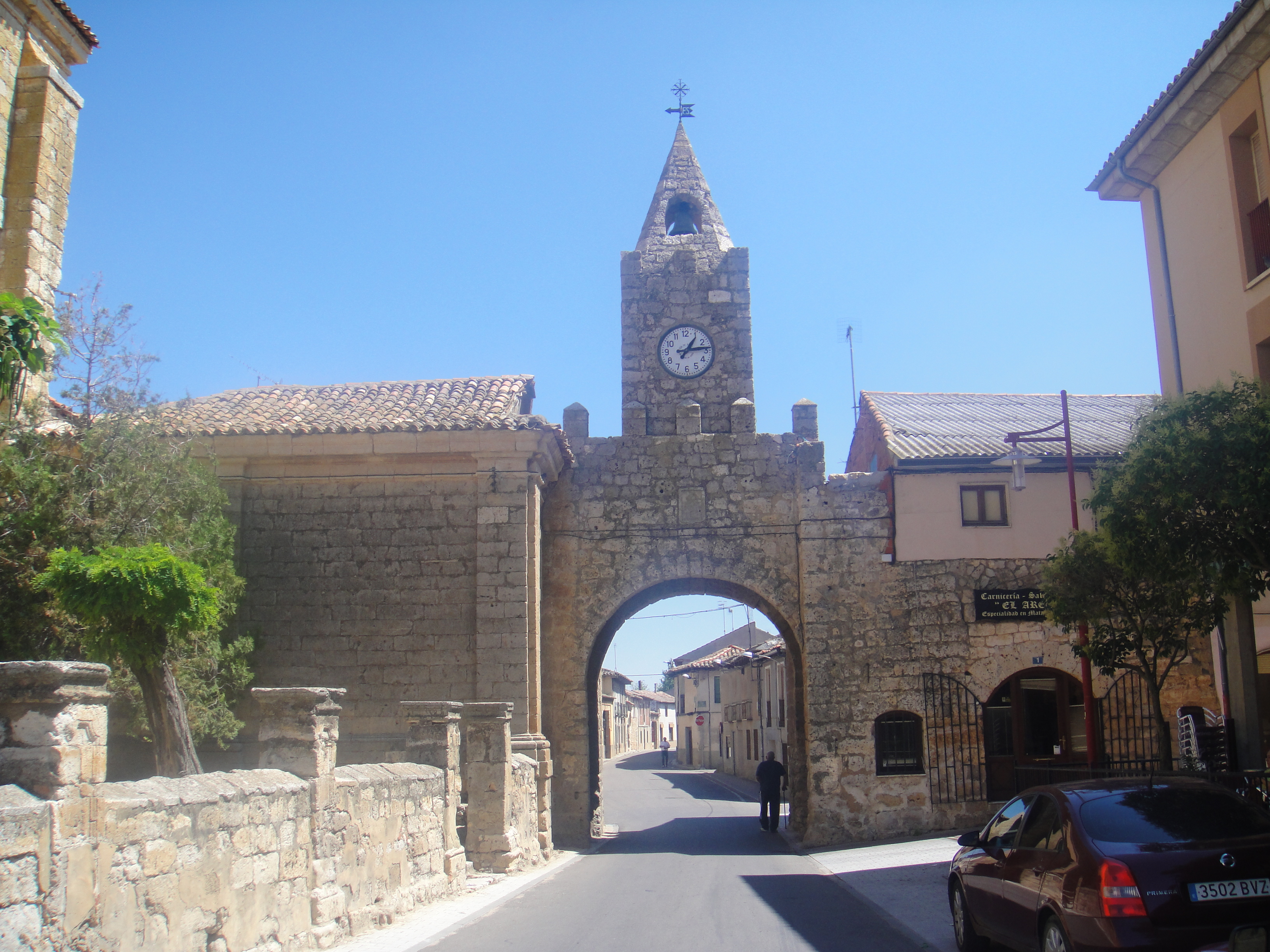
Ortsbefestigung mit Tor und Uhrenreiter
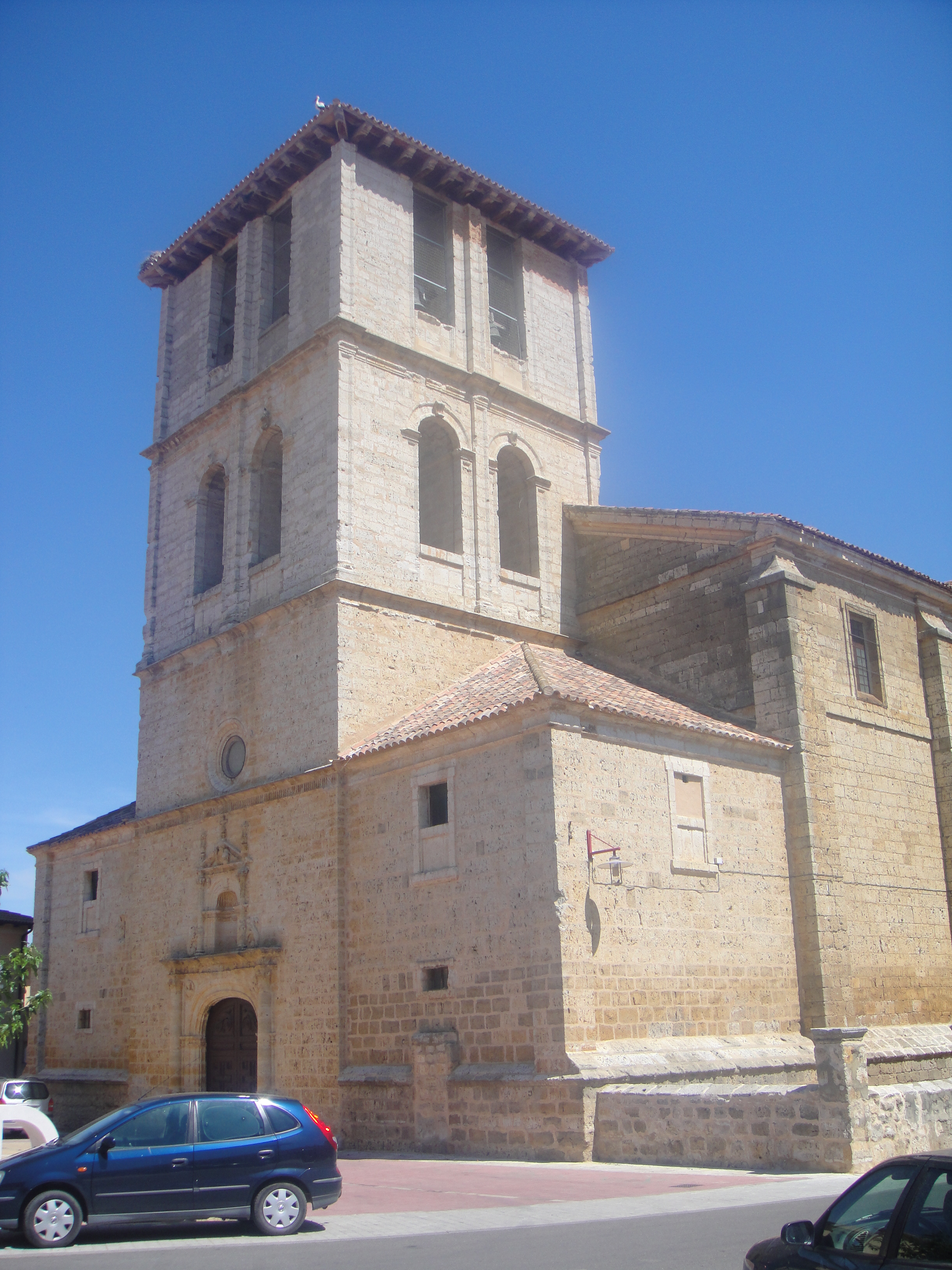
Marienkirche
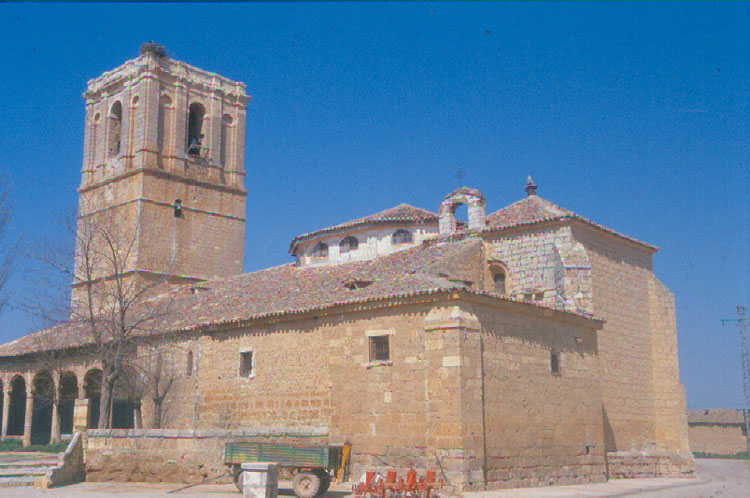
Genesiuskirche

## Persönlichkeiten
- Andrés López de Galarza (1528–1573), Konquistador
- Ángel Herrero Herrero (* 1949), Fußballspieler